# Championnats d'Asie de VTT 2017
Navigation
Édition précédente Édition suivante
Les Championnats d'Asie de VTT 2017 ont lieu du 13 au 14 mai 2017, à Xuancheng en Chine.

## Résultats

### Cross-country
| Épreuves       | Or                                                                | Argent                                                                                      | Bronze                                                                                           |
| -------------- | ----------------------------------------------------------------- | ------------------------------------------------------------------------------------------- | ------------------------------------------------------------------------------------------------ |
| Hommes élites  | Lyu Xianjing                                                      | Ma Hao                                                                                      | Chen Mingrun                                                                                     |
| Hommes juniors | Kim Mino                                                          | Xu Duibing                                                                                  | Kim Geonjin                                                                                      |
| Femmes élites  | Yao BianWa                                                        | Wei Qianqian                                                                                | Wang XueLian                                                                                     |
| Femmes juniors | Urara Kawaguchi                                                   | Zhe Qinghua                                                                                 | Wu TingTing                                                                                      |
| Relais mixte   | Chine Nazaerbieke Bieken Wang Zhen Ma Hao Xu Duibing Wei Qianqian | Japon Urara Kawaguchi Koutarou Murakami Riki Kitabayashi Ari Hirabayashi Yoshitaka Nakahara | Iran Mohammad Poursharif Faraz Shokri Mohammadhossein Eskandari Sajjad Taheri Faranak Parto Azar |

### Descente
| Épreuves | Or                  | Argent              | Bronze                |
| -------- | ------------------- | ------------------- | --------------------- |
| Hommes   | Yuki Kushima        | Chiang Sheng Shan   | Kazuki Shimizu        |
| Femmes   | Vipavee Deekaballes | Nining Purwaningsih | Tiara Andini Prastika |